# Linda Pradel
Linda Pradel (født 4. juni 1983 i Trappes) er en fransk håndboldspiller, som spiller for Chambray Touraine Handball.